# Ollendorf
Ollendorf település Németországban, azon belül Türingiában. Lakosainak száma 427 fő (2023. december 31.). Ollendorf Markvippach, Udestedt és Großmölsen községekkel határos.

## Népesség
A település népességének változása:
| Lakosok száma | 423  | 422  | 405  | 425  | 427  |
|               | 2017 | 2019 | 2021 | 2022 | 2023 |